# Vincent Grier
Vincent Grier, né le 14 mars 1983 à Charlotte en Caroline du Nord, est un joueur de basket-ball professionnel américain. Il mesure 1,95 m.

## Université
- 2002 - 2003 :  49ers de Charlotte (NCAA)
- 2004 - 2006 :  Golden Gophers du Minnesota (NCAA)

## Clubs
- 2006 - 2007 :  Heat de Miami (NBA)[1] puis  Skyforce de Sioux Falls (D-League)
- 2007 - 2008 :  Gravelines-Dunkerque (Pro A)
- 2008 - 2009 :  Cholet (Pro A)
- 2009 - 2012 :  Mersin (TBL)
- 2012 - 2013 :  Pi Koleji (TB2L)
- 2013 :  Orchies (Pro B)